# آیزاک هجار
آیزاک هجار (انگلیسی: Isack Hadjar؛ زادهٔ ۲۸ سپتامبر ۲۰۰۴) راننده مسابقه‌ای فرانسه، الجزایری است. او در حال حاضر در مسابقات قهرمانی فرمول ۲ فصل ۲۰۲۴ با کامپوس ریسینگ شرکت می کند. او قبلاً در مسابقات قهرمانی فرمول ۲ فصل ۲۰۲۳ با تیم هیتچ پولس-ایت شرکت کرده بود. او همچنین قبلاً در مسابقات قهرمانی فرمول ۳ با تیم هایتک شرکت کرده بود و فصل را در رده چهارم به پایان رسانده بود. او در سال ۲۰۲۱ قهرمان مسابقات تازه‌کار اروپای فرمول منطقه‌ای بود و همچنین عضو تیم نوجوانان ردبول است.

## حرفه ورزشی

### کارتینگ
هجار در پاریس متولد شد و کارتینگ را در سال ۲۰۱۵ شروع کرد. او در دو سال اولیه خود در کارتینگ مسابقات قهرمانی کشور شرکت کرد و در آخرین سال کارتینگ خود، در مسابقات قهرمانی نوجوانان اروپایی (OK CIK-FIA) شرکت کرد و جک کرافورد هم تیمی آینده خود و عضو آکادمی ردبول را شکست داد.